# Parc Nacional de les Blue Mountains
El Parc Nacional de Blue Mountains és un parc nacional de Nova Gal·les del Sud a Austràlia, situat a 81 km a l'oest de Sydney, a la regió de les Muntanyes Blaves de la Gran Serralada Divisora. Està inscrit a la llista del Patrimoni de la Humanitat a Austràlia segons la UNESCO des del 2000.